# بلان بلان
بلان بلان هو مغني جزائري من يهود الجزائر، اسمه الحقيقي ألبير رويمي ولد في تلمسان غرب الجزائر حوالي 1920 وكان يؤدي الأغنية الرايوية الوهرانية القديمة التي يسمعها العرب واليهود في الجزائر أيام الاحتلال الفرنسي هاجر إلى فرنسا بعد استقلال الجزائر.

## وصلات خارجية
- بلان بلان على موقع ميوزك برينز (الإنجليزية)
- بلان بلان على موقع ديسكوغز (الإنجليزية)